# Roger Federers tennissäsong 2008
Roger Federers tennissäsong 2008 var den schweiziska tennisspelaren Roger Federers elfte professionella tennissäsong.

## Årssammanfattning

### Australiska öppna
I årets första Grand Slam-turnering, Australiska öppna, nådde Federer semifinal. Där blev han utslagen av Novak Djokovic, 7–5, 6–3, 7–6 (7–5) som sedermera vann turneringen. Det var första gången sedan tredje omgången i Franska öppna 2004 (4–6, 4–6, 4–6 mot Gustavo Kuerten) som Federer förlorade en Grand Slam-match i raka set. Federers serie på tio raka Grand Slam-finaler bröts därmed. Inför Australiska öppna hade schweizaren haft magproblem, vilket hade gjort att han inte kunde träna fullt ut dagarna innan. Under våren drabbades Federer av ett elakartat virus som hämmade hens insatser på tennisbanan. Årets första fem månader blev en missräkning för schweizaren som blev titellös under denna period för första gången sedan 2000.

### Estoril Open
Sin grusdebut gjorde Federer i Estoril, Portugal, där han sedermera triumferade. Detta var schweizarens första och hittills enda titel under 2008. Veckan därpå spelade Federer masters-series-turneringen i Monte Carlo, där han gick till final. Där förlorade han mot Rafael Nadal. Inför grussäsongen hade schweizaren tagit hjälp av spanjoren José Higueras, en framgångsrik tränare och spelare. Detta för att få bästa möjliga förberedelser inför Franska öppna.

### Franska öppna
I Franska öppna hade Federer en relativt enkel resa genom de första omgångarna. Han förlorade ett set mot spanjoren Montanes i andra omgången och ett set mot Gonzalez i kvartsfinalen, men tog sig med stabilt spel fram till semifinalen där fransmannen Gael Monfils väntade. Federer tog första set med 6-2, men förlorade andra set med 6-7. Federer visade prov på nerver, och hade vid ett flertal tillfällen svårt att sätta sina avgörande lägen. Publiken vädrade morgonluft och hejade fram hemmafavoriten Monfils, men världsettan lyckades samla sig tillräckligt för att ta set tre och fyra med 6-3 och 7-5. Han förlorade dock finalen mot Rafael Nadal stort, med 6-1, 6-3, 6-0. Detta var Nadals fjärde titel i Franska öppna. 

### Gerry Weber Open
Veckan efter tog Federer sin femte titel i tyska Halle och tappade inte sin serve under hela veckan.

### Wimbledonmästerskapen
I Wimbledon gjorde Federer processen kort med samtliga spelare han mötte fram till finalen. Bland dem han vann över fanns Marat Safin, Lleyton Hewitt och Robin Söderling, men ingen av dem kunde bjuda världsettan något motstånd värt namnet; känslan var snarare att Federer gjorde precis vad som krävdes för att vinna matchen, och bara glimtvis plockade fram det spel han kan spela. Han gick till finalen mot Nadal utan att tappa ett enda set, och med 65 raka vinster på gräs bakom sig. Federer hade chansen att vid vinst bli den andre spelare någonsin och den förste i modern tid att vinna sex raka singeltitlar i tävlingen (William Renshaw vann tävlingen 1881-1886). 
I finalen blev det dock förlust efter en tuff match som pågick över fem set och i nästan fem timmar. Matchen fick avbrytas på grund av regn två gånger. Nadal vann de två första seten med 6-4, 6-4, men Federer kom tillbaka och tog set tre och fyra i tiebreak - i fjärde setets tiebreak hade han två matchbollar mot sig. I femte set följdes spelarna åt fram till 7-7, där spanjoren lyckades bryta Federers serve. Sedan kunde Nadal serva hem matchen och vinna turneringen. Spekulationer gjorde gällande att ändringar av tävlingens gräsunderlag och bollarnas vikt som gjorde spelet långsammare var faktorer som hindrade schweizaren att ta sin sjätte raka titel i tävlingen. Ett långsammare spel skulle i så fall gynna en spelare som Nadal, och missgynna Federer.

### Rogers Cup

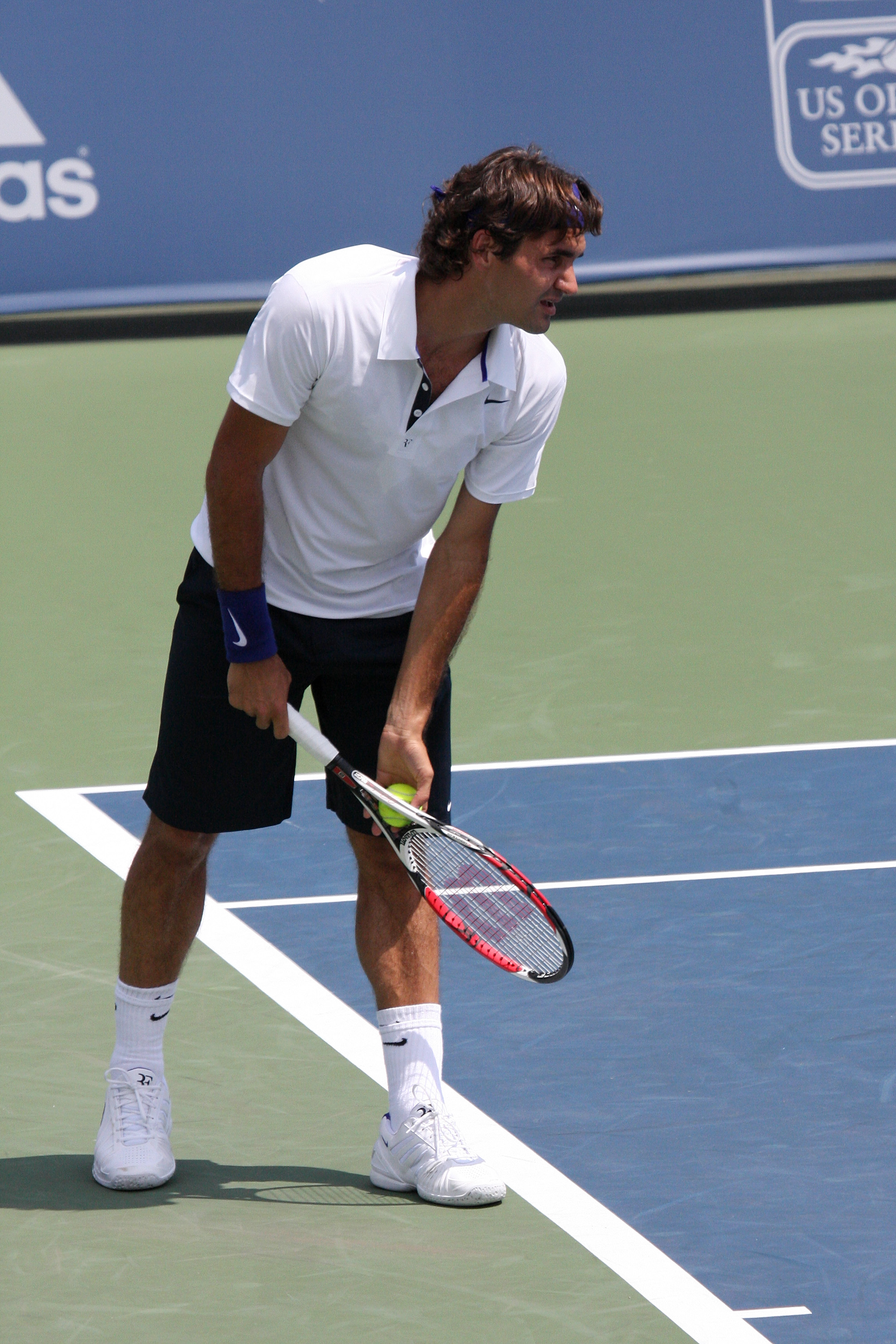
Federer spelar i Cincinnati Masters 2008.

I Toronto (Canada Masters) förlorade Federer mot Gilles Simon med 6-2 5-7 4-6 i andra omgången, medan världstvåan Rafael Nadal vann hela turneringen.

### Cincinnati Masters
I den efterföljande Masters-turneringen i Cincinnati förlorade Federer (den regerande mästaren) redan i tredje omgången mot Ivo Karlovic. Nadal nådde semifinalen i samma turnering. Därmed stod det klart att spanjoren skulle ta över titeln som världsetta den 18 augusti och förpassa Federer till andraplatsen.

### OS 2008
Medveten om att han gjorde sin sista vecka som världsetta gick Federer in i OS-turneringen i tennis. Efter tre vunna matcher blev det respass i kvartsfinalen av amerikanen James Blake, som vann i två raka set. Federer kunde istället koncentrera sig på spel i dubbel, där han tillsammans med Stanislas Wawrinka utgjorde Schweiz herrdubbellag. Efter imponerande dubbelspel tog sig schweizarna fram till en semifinal mot världsettorna Bob och Mike Bryan från USA, där de överraskade med en seger i två raka set. I finalen väntade Sverige med Simon Aspelin/Thomas Johansson. De utgjorde inget större hot mot en schweizisk seger som skrevs till 6-3, 6-4, 6-7, 6-3 efter stabilt spel av framför allt Federer. Guldet var Federers första någonsin i OS-sammanhang.

### US Open
Inför US Open var Federer för första gången sedan Franska Öppna 2004 inte förstaseedad i en Grand Slam-turnering. Om han inte skulle vinna turneringen skulle 2008 dessutom bli Federers första år sedan 2002 utan någon Grand Slam-titel. Federer inledde turneringen stabilt, och tog sig till fjärde omgången utan setförlust. Där mötte han ryssen Igor Andrejev och vann en tuff femsetare. I kvartsfinalen besegrades Gilles Müller och i semifinalen - en repris på US Open-finalen från året innan - slog han tredjeseedade Novak Djokovic med 3-1 i set. I finalen väntade Andy Murray, som något överraskande hade besegrat nyblivne världsettan Nadal sin semifinal. Det blev en relativt komfortabel match för Federer - han vann i tre raka set med siffrorna 6-2, 7-5, 6-2. Därmed var hans 13:e Grand Slam-titel ett faktum - hans femte raka turneringsseger i US Open. Det är Federer ensam om att ha lyckats med under öppna eran. Bedriften att vinna minst fem konsekutiva singeltitlar i US Open delar Federer med tre andra spelare, nämligen Richard Sears (1881-1887), William Larned (1907-1911) och Bill Tilden (1920-1925).

### Swiss Indoors
I slutet av oktober vann Federer för tredje året i följd turneringen i sin hemstad Basel, och blev därmed för övrigt den förste att klara av bedriften. Han tappade bara ett set fram till finalen och besegrade där den formstarke David Nalbandian, 6-3, 6-4.